# 崛起岬級車輛運輸艦
崛起岬級車輛運輸艦是一款服役於美國海軍的車輛運輸艦。該級原為川崎重工於1977年建造的民用滾裝船，並於建成後交付泛洋鑽探使用。該船配備艏側推器，並能運載1315個TEU。幾經交手後，美國海事局於1993年收購該級，並在經過近1年的軍事化改裝後分配到美國軍事海運司令部轄下。
崛起岬級在服役後曾參與上百次的演習、人道救援等任務，其中最知名的任務為光線岬號曾於2014年在公海上銷毀敘利亞的化學武器。在沒有任務時則維持在ROS-5狀態。

## 同級艦
| 艦名     | 舷號       | 造船廠   | 下水 | 服役（民用） | 服役（軍用） | 退役 | 結局      |
| -------- | ---------- | -------- | ---- | ------------ | ------------ | ---- | --------- |
| 崛起岬號 | T-AKR-9678 | 川崎重工 | 1977 | 不詳         | 1993-08-09   | 尚未 | 處於ROS-5 |
| 光線岬號 | T-AKR-9679 | 川崎重工 | 1977 | 不詳         | 1993         | 尚未 | 處於ROS-5 |
| 馳逐岬號 | T-AKR-9960 | 川崎重工 | 1977 | 不詳         | 1993-04-28   | 尚未 | 處於ROS-5 |

## 補充
1. ↑  根據海軍歸類，也能稱之為R-岬級（Cape R Class）
2. ↑  能夠在5天以內重啟
3. ↑  該級的艦名皆是以R-字為開頭
4. ↑  Rise
5. ↑  Ray
6. ↑  Race

## 外部連結
- Ship's Official site page, Military Sealift Command
- Wikimapia site